# Leah McFall
Leah McFall (* 1. Juli 1989) ist eine nordirische Sängerin/Songwriterin, und ist in Newtownabbey geboren, sowie aufgewachsen.

## Werdegang
McFall stammt aus Belfast. Mit Hilfe ihres Studentendarlehens finanzierte sie den Umzug nach London. Dort nahm sie eine EP auf und trat im legendären Ronnie Scott’s Jazz Club auf.
Sie erreichte im Jahr 2013 den zweiten Platz der zweiten Staffel der Castingshow The Voice UK. Mit einer Interpretation von I Will Survive von Gloria Gaynor aus dem Viertelfinale gelang ihr der Einstieg in die britischen Charts.

## Diskografie

### Singles
- 2014: Home (featuring will.i.am)
- 2016: Wolf Den
- 2017: Happy Human

### Extended plays
| Title | Details                                                                      |
| ----- | ---------------------------------------------------------------------------- |
| Ink   | - Erscheinungsdatum: 27. März 2017 - Label: eigenständig - Formate: Download |